# Kvindearbejde
Kvindearbejde er de roller, som kvinderne er blevet tildelt af samfundet gennem tiden. Da samfundet konsekvent ændrer sig, har rollerne dermed og vil altid ændre sig i takt med at samfundet også gør det.
Selvfølgelig vil der altid være de roller som kvinder fra biologiens side er bedre til end mændene,[kilde mangler] men det er ikke noget, som ikke kan tillæres som fx børnepasning.

## Traditionelt kvindearbejde
Kvindearbejde har ligesom mandearbejde altid fundet sted, og altid været nødvendigt: at skaffe føde, klæder og passe børn som det allermest basale. Med industrialiseringen sker der dog noget nyt med kvindearbejde, idet flere kvinder blev erhvervsaktive et andet sted end indenfor hjemmets fire vægge og som andet end medhjælpere og tyende i et større hushold.
Med industrialiseringen blev kvinder efterspurgt som billig, ufaglært arbejdskraft på fabrikker. Allerede før industrialiseringen havde kvinder ydet en indsats for indtjening ved at sy, spinde, væve eller forarbejde varer manuelt i såkaldt forlags-virksomhed, hvor forarbejdningen foregik i hjemmet, og betalingen foregik per levering. Men med industrialiseringen flyttede kvindernes arbejde altså ind på fabriksområder, væk fra hjemmet, børnepasning og madlavning, der så har måttet vente, blive vanrøgtet eller overgås til professionel varetagelse (asyler og spisehuse fx).
I 1800-tallet og 1900-tallet eksisterede der en uproblematiseret ”forsørger-ideologi” på arbejdsmarkedet, som betød en automatisk lavere lønsats for kvinder end mænd og en holdning om, at såfremt der var arbejdsløshed, var det primært mændene der havde brug for arbejdet.
Uanset industrialisering havde kvinderne helt op i vor tid generelt en lavere løn for samme arbejde end mænd, og et generelt større ansvar for hus og hjem. I Kvinde-håndbøger, fra første halvdel af 1900-tallet, var der gode råd til kvinder om, hvordan de fik moder-rollen, hustru-rollen, husholdnings-pligten og tids- som pengeøkonomien til at hænge sammen.
Kvinderne arbejdede ofte med spinderi, hvorfor de kaldtes spinderitøser. De havde nogle meget bestemte normer på arbejdspladsen, de skulle overholde. Hvis disse normer blev overtrådt, resulterede det i chikane, som f.eks. at få smidt sten efter sig eller blive råbt efter og kaldt øgenavne.
Det kvinder dog arbejdede mest med var husarbejde, som husmødre der gik derhjemme passede børn osv.
I 1870erne truede kvinderne mændene på arbejdsmarkedet, da de var billig arbejdskraft, og dette betød, at mange mænd kæmpede imod kvindernes samt børnenes rettigheder til at arbejde.

## Organisering
I størstedelen af fagforeningerne havde mændene overtaget magten, hvilket bevirkede, at kvinderne ikke havde nogle rettigheder på arbejdsmarkedet. Af denne grund, var antallet af kvinder i fagforeningerne meget lavere end mænd.
I 1886 nedlagde 225 uorganiserede kvinder arbejdet på Rubens dampvæveri. Kvinderne meldte sig ind i Tekstilarbejderforbundet og fik strejkestøtte på den måde, men uheldigvis endte strejken i nederlag. Kvinder blev dengang opfattet som problematiske kollegaer af mænd, hvorfor de ikke altid følte sig hjemme i de mandlige fagforeninger. I slutningen af 1890’erne var ca. 20% af de kvindelige industriarbejdere medlemmer af fagforeninger.
På grund af de dårlige forhold i fagforeningerne , dannede kvindelige herreskræddere deres egen fagforening i 1883 i København. I 1885 og 1886 fulgte de kvindelige tobaksarbejdere, vaske- og rengøringskoner samt kvindelige vævere i København i samme fodspor, og dannede ligeledes egen fagforening. Der gik ikke længe før at tjenestepigerne i 1899 også oprettede en fagforening.
I 1901 slog alle ovennævnte fagforeninger sig sammen og dannede "Kvindeligt arbejderforbund", mens en del af dem senere forenede sig med mandlige fagforeninger.
Det behagede ikke socialdemokraterne, at kvinderne dannede fagforeninger på baggrund af køn, da de mente, at medlemmerne af fagforeningerne skulle være af blandet køn og opdeles i klasse.
I 1885 blev "Kvindelig Fremskridtsforening" dannet. Denne fagforening ytrede sig åbenlyst mod Socialdemokratiet og Venstre. En række medlemmer af førnævnte fagforening fandt en platform for den politiske kvindekamp og også til tider et åndehul fra mandligt dominerede socialdemokratiske vælgerforeninger. Dette betød dog ikke at spørgsmålet om forholdet mellem klassekamp og kønskamp var afklaret. Dette spørgsmål forblev et stridspunkt, som har givet anledning til diskussion siden.

## Kvindearbejdets fordeling på erhverv
Kvindearbejde er afhængigt af samfundstypen, dvs. om det var et industri- eller landbrugssamfund og dermed også hvilken klasse og social gruppe kvinden tilhørte. I 1990 boede 60 % på landet og 20 i provinserne, og resten i byen. Dermed blev 1/3 af kvinderne erhvervsaktive. 2/3 af disse kvinder var aktive i landbruget eller ansat som tjenestepiger.
Mange kvinder var aktive med sæsonarbejde så som gartneri og landbrug, mens en anden del havde et deltidsjob som rengøring, avisudbringning eller som kogekoner. Kvinderne var også med til produktion af råvarer eller tobaksblade, som landbo- og håndværkerkoner. Da landbruget var landets største erhverv, var størstedelen af kvinderne beskæftiget inden for dette. I takt med århundredskiftet blev kvindeligt arbejdskraft stærkt efterspurgt, da landbrugsarbejdet markant udvidede sig.